# Giorgio Pasquali (Altphilologe)
Giorgio Pasquali (* 29. April 1885 in Rom; † 9. Juli 1952 in Belluno) war ein italienischer Altphilologe.

Giorgio Pasquali

## Leben
Nach einem Studium der Klassischen Philologie und seiner Promotion, die er 1907 mit einer Dissertation über Die mythologische Komödie und ihre Vorgänger in der griechischen Literatur erreichte, setzte er sein Studium 1908 bis 1909 in Göttingen fort. Er wurde Mitglied des Philologisch-Historischen Vereins Göttingen im Naumburger Kartellverband. 1910 wurde er Privatdozent in Rom, 1911 außerordentlicher Professor für griechische und lateinische Literatur in Messina. Von 1912 bis 1915 lehrte er in derselben Funktion in Göttingen, von 1915 bis 1920 war er außerordentlicher Professor für griechische Literatur an der Universität Florenz.
1924 wurde er in Florenz zum ordentlichen Professor für griechische Literatur befördert und erhielt dort den Lehrstuhl für griechische und lateinische Literatur. Sein langjähriger Kollege war dort Ettore Bignone. Im selben Jahr wurde er zum korrespondierenden Mitglied der Göttinger Akademie der Wissenschaften gewählt. 1925 war er unter den Unterzeichnern des Manifests der antifaschistischen Intellektuellen, das Benedetto Croce verfasst hatte. 1928 wurde er korrespondierendes Mitglied der Bayerischen Akademie der Wissenschaften. Ab 1936 gehörte er der Accademia della Crusca an, von 1949 bis zu seinem Tod leitete er deren Centro di studi di filologia italiana. Der Accademia dei Lincei gehörte er seit Juli 1927 als korrespondierendes Mitglied an, wurde aber im Januar 1946 ausgeschlossen.
Von 1930/1931 an war er bis 1952 außerordentlicher Professor der klassischen Philologie an der Scuola Normale Superiore in Pisa. Anlässlich der Feier zum 200. Jahrestag der Gründung der Universität Göttingen wurde ihm die Ehrendoktorwürde verliehen.
Die Abteilung der Altertumswissenschaften an der Universität Florenz wurde nach Pasquali benannt. Er starb am 9. Juli 1952 an den Folgen eines Verkehrsunfalls.
Das Werk Pasqualis ist von erheblicher Bedeutung für die Neudefinition des Bereichs und der Arbeitsmittel der Philologie: Mit dem grundlegenden Werk Storia della tradizione e critica del testo (1934) theoretisierte er eine neue Form der Textkritik, die die mechanischen Kriterien der textkritischen Methode Karl Lachmanns aufnahm, gleichzeitig aber Elemente aus den Betrachtungen Joseph Bédiers miteinbezog, die auf ein stärkeres Gewicht der Geschichte der handschriftlichen Tradition und auf Quellen als individuelle, historisch definierte Objekte zielte. Er stand mit Augusto Rostagni in Konkurrenz, den er in Wirkung und Nachwirkung bis heute überragt.

## Schriften (Auswahl)
- als Herausgeber: Procli Diadochi in Platonis Cratylum commentaria. Teubner, Leipzig 1908.
- Filologia e storia (= Bibliotechina del Saggiatore. 2, ZDB-ID 979668-X). Le Monnier, Florenz 1920, (mehrere Auflagen). („Philologie und Geschichte“).
- Pagine stravaganti di un filologo (= Biblioteca di cultura classica. 3). G. Carabba, Lanciano 1932, (mehrere Auflagen). („Merkwürdige Seiten eines Philologen“).
- Storia della tradizione e critica del testo. Le Monnier, Florenz 1934, (mehrere Auflagen). („Überlieferungsgeschichte und Textkritik“).
- Lingua nuova e antica. Saggi e note (= Bibliotechina del Saggiatore. 20). A cura di Gianfranco Folena. Florenz, Le Monnier 1964. („Neue und antike Sprache“).
- Scritti filologici. A cura di Fritz Bornmann, Giovanni Pascucci, Sebastiano Timpanaro. 2 Bände. Olschki, Florenz 1986, ISBN 88-222-3467-7 („Philologische Schriften“).
  - Band 1: Letteratura greca. („Griechische Literatur“).
  - Band 2: Letteratura latina. Cultura contemporanea recensioni. („Lateinische Literatur. Zeitgenössische Kultur, Rezensionen“).